# Saint-Paul-des-Landes
Saint-Paul-des-Landes – miejscowość i gmina we Francji, w regionie Owernia-Rodan-Alpy, w departamencie Cantal.
Według danych na rok 1990 gminę zamieszkiwało 1105 osób, a gęstość zaludnienia wynosiła 58 osób/km² (wśród 1310 gmin Owernii Saint-Paul-des-Landes plasuje się na 196. miejscu pod względem liczby ludności, natomiast pod względem powierzchni na miejscu 485.).